# Charité (série télévisée)
Pour les articles homonymes, voir Charité (homonymie).

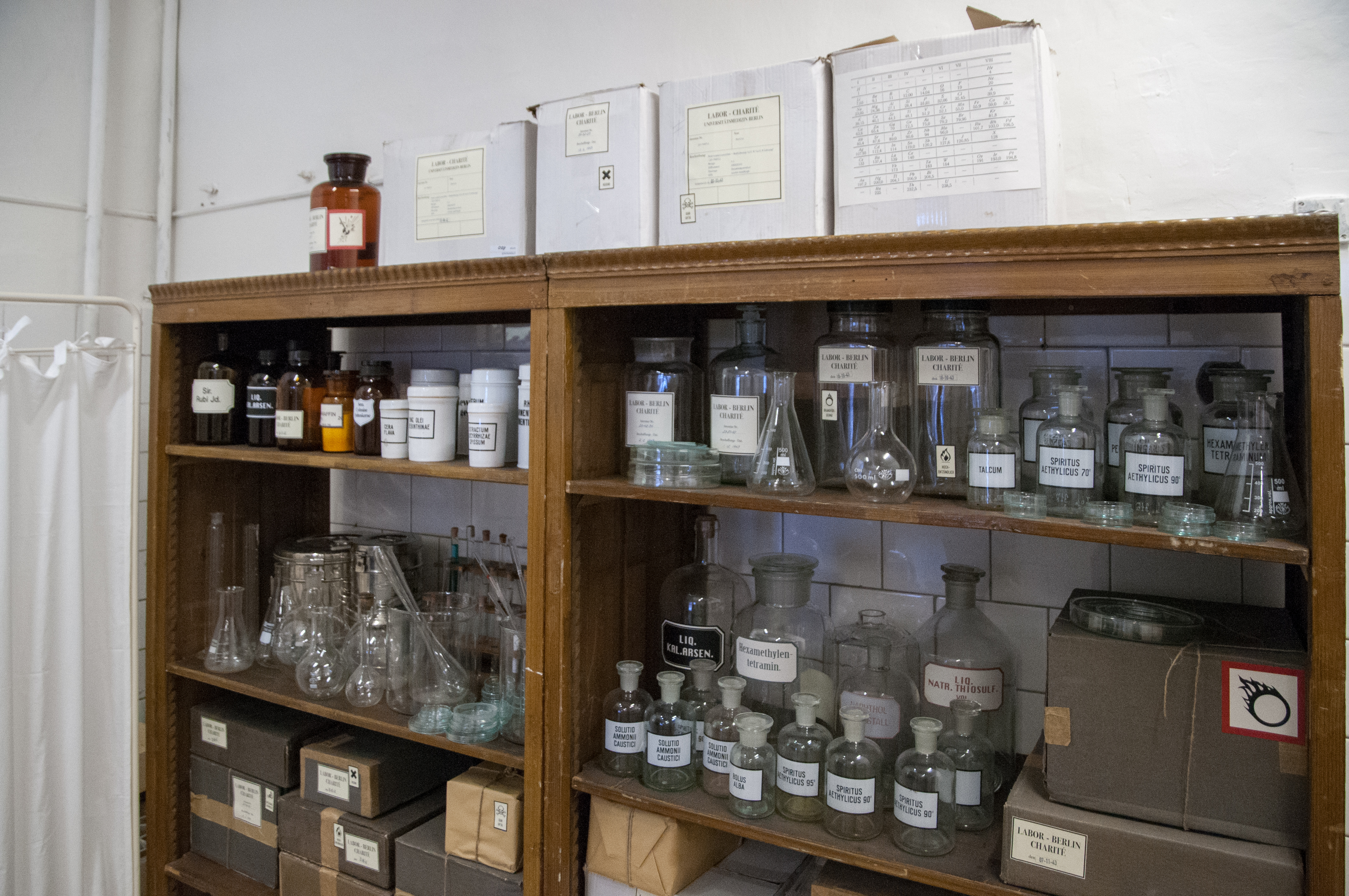
Présentoir à médicaments, décor de la série, 2018

Charité est une série télévisée historique et dramatique allemande créée en 2017,.

## Synopsis
La série raconte l'histoire de l'Hôpital universitaire de la Charité de Berlin à travers des personnages et des évènements historiques étalés sur plusieurs décennies.

## Distribution
Chaque saison est indépendante.

### Saison 1
- Alicia von Rittberg : Ida Lenze.
- Maximilian Meyer-Bretschneider : Georg Tischendorf.
- Justus von Dohnányi : Robert Koch, bactériologiste révolutionnaire, récemment revenu d'Inde.
- Matthias Koeberlin : Emil Adolf von Behring, médecin ambitieux avec une dépendance à l'opium.
- Christoph Bach : Paul Ehrlich, médecin juif atteint de tuberculose.
- Ernst Stötzner : Rudolf Virchow, professeur et chef de pathologie.
- Matthias Brenner : Ernst von Bergmann, chirurgien.
- Thomas Loibl : Bernhard Spinola.
- Emilia Schule : Hedwig Freiberg.
- Ramona Kunze-Libnow : Mère Martha.
- Klara Deutschmann : sœur Thérèse.
- Tanja Schleiff : infirmière Edith.
- Monika Oschek : infirmière Stine.
- Daniel Sträßer : Heinrich von Minckwitz, journaliste au Berlin Daily.
- Greta Bohacek : Mariechen.
- Stella Hilb : Hedda Ehrlich.
- Lucas Prisor : Kaiser Guillaume II.
- Runa Greiner : Else Spinola.
- Rosa Enskat : Emmi Koch.
- Yusuke Yamasaki : Kitasato Shibasaburō, médecin et bactériologue japonais.
- Michael Pitthan : Arthur Conan Doyle.
- Thomas Zielinski : Carl Hagenbeck.

### Saison 2
- Mala Emde : Anni Waldhausen.
- Ulrich Noethen : Ferdinand Sauerbruch.
- Jannik Schümann : Otto Marquardt, étudiant en médecine.
- Luise Wolfram : Margot Sauerbruch, la femme de Ferdinand.
- Artjom Gilz : Artur Waldhausen, le mari d'Anni.
- Jacob Matschenz : infirmier Martin Schelling.
- Frida-Lovisa Hamann : infirmière Christel.
- Susanne Böwe : infirmière Käthe.
- Lukas Miko : Max de Crinis, un chirurgien général de haut rang dans le NSDAP ; un fervent partisan de l'eugénisme et à la tête d'Aktion T4.
- Hans Löw : Adolphe Jung, un médecin immigré qui cache son aversion pour le NSDAP.
- Sarah Bauerett : Maria Fritsch, une espionne américaine aux côtés de Fritz Kolbe.
- Marek Harloff : Fritz Kolbe, un espion américain avec Maria Fritsch.
- Peter Kremer : Georg Bessau, un professeur qui défend le programme d'euthanasie involontaire.
- Katharina Heyer : Magda Goebbels, la femme de Joseph Goebbels.
- Maximilian Klas : Peter Sauerbruch, le fils de Ferdinand et Margot.
- Pierre Kiwitt : Claus von Stauffenberg, un soldat qui a servi aux côtés de Peter.
- Max von Pufendorf : Hans von Dohnányi, un patient gravement malade de Ferdinand.
- Anja Schneider : Christine von Dohnanyi, la femme de Hans.
- Thomas Neumann : Karl Bonhoeffer.
- Ludwig Simon : Paul Lohmann.

### Saison 3
- Nina Gummich : Ella Wendt.
- Nina Kunzendorf : Ingeborg Rapoport.
- Philipp Hochmair : Otto Prokop (de).
- Uwe Ochsenknecht : Helmut Kraatz (de).
- Max Wagner : Alexander Nowack.
- Franz Hartwig : Curt Bruncken.
- Patricia Meeden : infirmière Ariana.
- Amber Bongard : infirmière Petra.
- Hildegarde Schroedter : infirmière en chef Gerda.
- Uwe Preuss : concierge Fritz Krug.
- Timo Meitner : assistant Wittenberg.
- Anatole Taubmann : Samuel Mitja Rapoport.
- Nicholas Reinke : secrétaire du parti Lehmann.
- Peter Miklusz : Hajo Brennscheidt.
- Christian Beermann : capitaine Hertweck.

### Saison 4
- Sesede Terziyan : Maral Safadi
- Angelina Häntsch : Julia Kowalczyk

## Épisodes

### Saison 1 (2017)
L'action se passe à la fin du XIXe siècle, où la Charité fait figure de modernisme scientifique de l'Empire allemand malgré la vétusté des locaux, les équipements sommaires. Le spectateur suit les travaux de recherches de Rudolf Virchow, Emil Behring, Paul Ehrlich et Robert Koch, en particulier la découverte de la tuberculine et du sérum antidiphtérique .Les trois derniers seront récompensés par le prix Nobel. En parallèle, on suit également l'histoire fictive de l'infirmière Ida Lenze, qui vient d'une famille de médecin aisée mais devenue orpheline doit gagner sa vie d'abord comme gouvernante puis comme aide-soignante tout en espérant devenir médecin. Cette saison 1 montre certains aspects de l'empire : le militarisme, le patriarcat, l'antisémitisme.

#### Liste des épisodes
1. La Charité (Barmherzigkeit)
2. Tempête impériale (Kaiserwetter)
3. La lumière du monde (Das Licht der Welt)
4. Remède miracle (Wundermittel)
5. Le crépuscule des dieux (Götterdämmerung)
6. Vent nouveau (Zeitenwende)

### Saison 2 (2019)
L'action se passe sous le Troisième Reich pendant la Seconde Guerre mondiale, en 1943-44. On suit le travail du chirurgien Ferdinand Sauerbruch et du psychiatre Max de Crinis à la Charité. En parallèle, on suit aussi une étudiante fictive en médecine Anni Waldhausen, son mari Artur Waldhausen, qui ont un bébé handicapé et son frère Otto Marquardt, qui est secrètement homosexuel. On nous montre les implications de l'eugénisme, la chasse à ceux qui tentent d'échapper à la mobilisation (rôle important de l'Église confessante avec Dietrich Bonhoeffer et Hans von Dohnányi), la méfiance entre collègues, les divergences d'opinion, les petites et grandes lâchetés. La saison se termine avec l'entrée des Soviétiques dans l'hôpital dévasté.

#### Liste épisodes
1. Blessure de guerre (Heimatschuss)
2. Naissance difficile (Schwere Geburt)
3. Dernier espoir (Letzte Hoffnung)
4. Ensevelie (Verschüttet)
5. Clandestins (Im Untergrund)
6. L'heure zéro (Stunde Null)

### Saison 3 (2021)
L'action se passe pendant la Guerre Froide dans le Berlin divisé par le Mur. On suit le quotidien des médecins et du personnel infirmier face aux exigences idéologiques du parti communiste allemand. Au sein même du collège, différentes visions du monde se heurtent au gynécologue et conservateur Helmut Kraatz, à la pédiatre socialiste Ingeborg Rapoport et au fictif Curt Bruncken, qui aspire à la liberté de l’Occident. Dans cette situation, la jeune médecin Ella Wendt, spécialement nommée par Senftenberg pour les soins médicaux de base, doit se battre pour ses opportunités de recherche avec la sommité renommée dans le domaine de la médecine légale, Otto Prokop.

#### Liste épisodes
1. Poumon d'acier (Eiserne Lunge)
2. Les Sangsues (Blutsauger)
3. Limites (Grenzwerte)
4. À bout de souffle (Atemstillstand)
5. Septicémie (Sepsis)
6. Fibrillations cardiaques (Herzflimmern)

### Saison 4 (2024)
À Berlin en 2049, alors que les températures mondiales ne cessent de grimper, l’hôpital de la Charité doit affronter les conséquences d'une réforme du système de santé allemand attribuant des points de bonne conduite aux patients. La micro-biologiste Maral Safadi doit faire face à une bactérie inconnue résistante aux antibiotiques. Cette saison anticipe notamment l'évolution des mœurs (on y voit notamment un couple composé de deux hommes et d'une femme, deux d'entre eux  désignant le patient victime du virus  comme leur « mari »). Et les risques liés à la généralisation des implants (risque de piratage par exemple sur un personnel soignant), la généralisation de la création des organes artificiels  de synthèse, le remplacement des téléphones portables par des oreillette perfectionnées. Et en filigrane, l'évolution du soldat dans le futur puisque le fils des deux héroïnes envisage de rejoindre les forces européennes (en), ce qui implique l'implantation d'une puce destinée à en faire un meilleur soldat.

#### Liste épisodes
1. La médecine de l'avenir - 1ère partie
2. La médecine de l'avenir - 2ème partie
3. La médecine de l'avenir - 3ème partie
4. La médecine de l'avenir - 4ème partie
5. La médecine de l'avenir - 5ème partie
6. La médecine de l'avenir - 6ème partie

## Distinction
- Prix de l’Académie allemande de la télévision 2017 : Maquillage à la Charité : Jeanette Latzelsberger, Gregor Eckstein et Iris Peleira[3]
- Bambi 2017 : Meilleure actrice nationale : Alicia von Rittberg dans Charité[4]
- Prix de la télévision allemande 2018 :
  - Nomination pour Charité I dans la catégorie Meilleure série dramatique
  - Nomination pour Charité I Meilleure scénographie : Bernd Lepel[5]
- Prix Romy 2018 : Prix de la Charité I dans la catégorie « Meilleur producteur téléfilm »[6]
- Prix Jupiter 2020 : Prix pour Charité II dans la catégorie « Meilleure série télévisée nationale »
- Prix allemand du film audio 2020 : Nomination de Charité II dans la catégorie « TV »[7]
- Prix Emmy International 2020 : Nomination de Charité II dans la catégorie « Meilleure série dramatique »[8]
- Prix de la télévision de Venise 2020 : Nomination de Charité II dans la catégorie « Meilleure série télévisée »[9]

## Réception
Charité est bien accueillie par Le Figaro, qui trouve que la série réussit à rendre passionnant le passé de l'hôpital berlinois. Télérama apprécie le ton de la quatrième saison de la série. Télécâble Sat Hebdo salue et recommande le visionnage de la série.